# Liane (Sängerin)

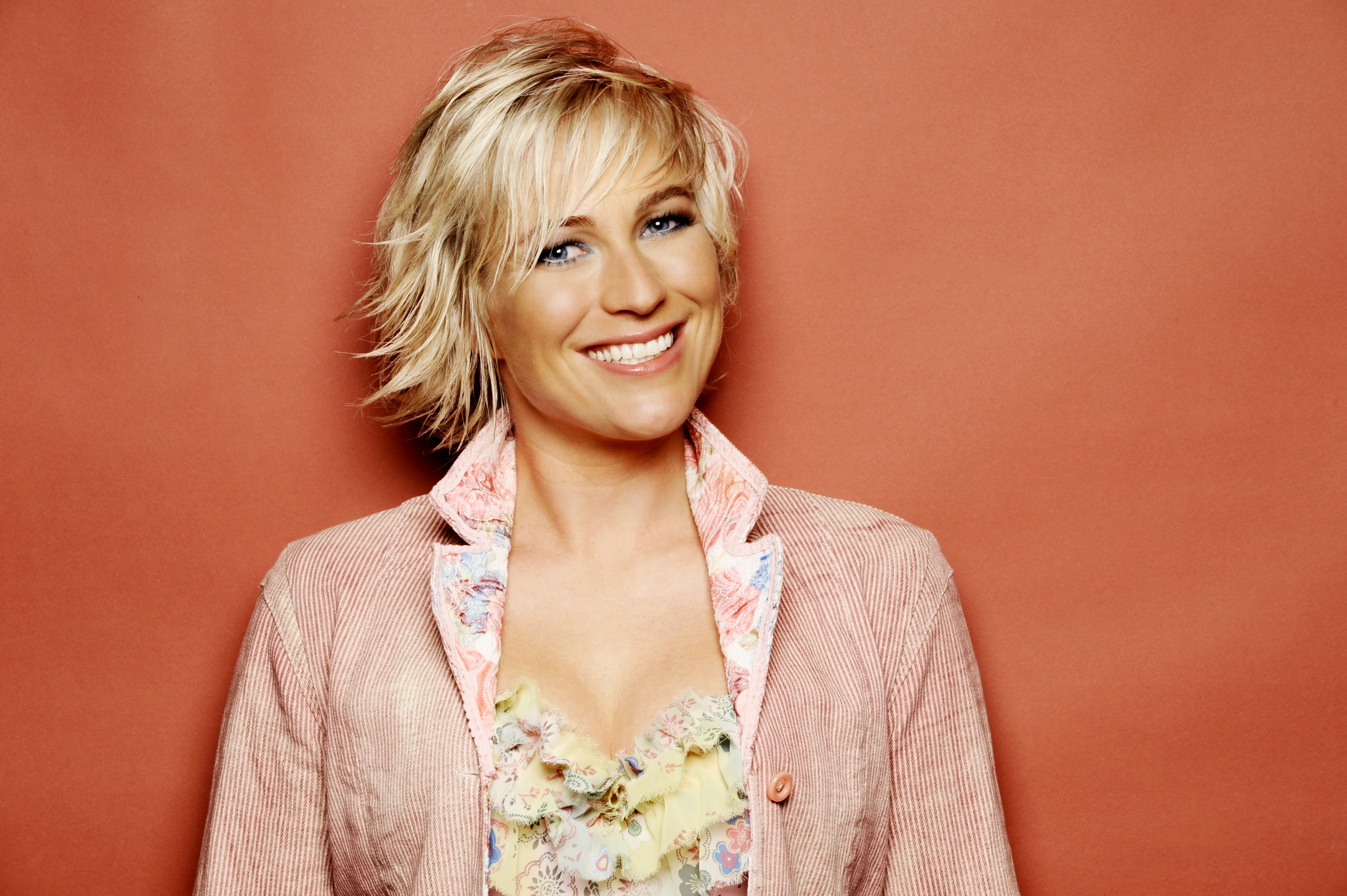
Liane, 2010

Liane (* 26. Oktober 1978 in Walldürn; bürgerlich Liane Kaiser) ist eine deutsche Schlagersängerin.

## Leben
Liane ist in Walldürn im Odenwald geboren und aufgewachsen. Sie singt seit ihrem 15. Lebensjahr und hat eine klassische Gesangsausbildung genossen; außerdem widmete sie sich in ihrer Jugend dem klassischen Tanz. Sie singt deutsche Schlager- und Pop-Musik, hat aber auch den volkstümlichen Schlager in ihrem Repertoire. Nach diversen Auftritten produzierte Liane im Jahr 2005 ihre erste CD mit dem Titel Ich hab’ mich verliebt. Weitere Produktionen folgten 2008, 2010 und 2014.
2008 sang sie auf einer Tournee Frau Wäber präsentiert ihre Stars mit den Feldbergern, Oliver Thomas und Hansy Vogt. Im 2008 und 2009 war sie bei der Tournee Hansy Vogt & seine Klingende Bergweihnacht dabei. 2010 war sie bei den Tourneen Die große DampferShow mit TV-Moderator Maxi Arland, sowie Hansy Vogt präsentiert den Frühlingszauber mit dabei. Außerdem moderierte sie 2010 die Tournee Die große Ladiner-Gala mit den Siegern des Grand Prix der Volksmusik, Die Ladiner, Belsy und Florian Fesl. 2014 war sie gemeinsam mit Tony Marshall und den Feldbergern auf bundesweiter Tournee und präsentierte die Schlagertour der Zeitschrift smago! als Moderatorin. 2015 war sie auf Tournee mit Anita & Alexandra Hofmann, Patrick Lindner, Andy Borg, und vielen anderen Schlagerstars.
Ihre CD Frei sein wurde produziert von Stefan Pössnicker, dem musikalischen Direktor von Andrea Berg. Für diese CD wurden zahlreiche Videoclips auf Mallorca, an der Adria in Italien und im Schwarzwald gedreht. Im September 2015 bekam Liane Nachwuchs und nahm von der Bühne eine Auszeit bis Dezember 2015. Nach diversen Tourneen mit den Schäfern und Angela Wiedl produzierte sie mit Reiner Kirsten bei MCP ein Duett-Album „Schlagererinnerungen“. Dieses wurde 2016 veröffentlicht.
2019 folgte das Album Unendlich weit über MCP. Dieses enthielt zwei weitere Duette mit Reiner Kirsten sowie ein Medley mit Coversongs der Band Die Flippers. Im gleichen Jahr erschien außerdem noch ein Weihnachtsalbum mit Kirsten.
Liane machte Werbung für ein Tourismusgebiet, eine Versicherung, eine Baumarktkette und viele mittelständische Unternehmen.

## Privatleben
Liane wohnt in Stuttgart, ist verheiratet und hat einen Sohn.

## Ehrungen und Auszeichnungen
2013 erhielt sie im Rhein-Theater in Niedernhausen bei Wiesbaden gemeinsam mit Florian Silbereisen und Dieter Thomas Heck den smago! Award in der Kategorie „Schlagerstern“. Im selben Jahr wurde sie in Stuttgart bei der Goldenen Künstlergala als „Künstlerin des Jahres“ ausgezeichnet.
- 2009 nominiert für den Herbert-Roth-Preis des Fernsehsenders MDR[8]
- 2013 smago! Award in der Kategorie „Schlagerstern“[7]
- 2013 „Künstlerin des Jahres“ bei der Goldenen Künstlergala in Stuttgart[9]

## Diskografie

### Alben
- 2005: Ich hab mich verliebt (VM/MCP)
- 2007  Weihnachten mit Liane (Visionmusik)
- 2007: Licht und Schatten (VM/MCP)
- 2010: Für immer (VM/MCP)
- 2010  Weihnachten Liane erschienen bei VM/MCP
- 2014: Frei sein erschienen bei Telamo
- 2016  Schlagererinnerungen Vol.1 (Duett-Album mit Reiner Kirsten) (VM/MCP)
- 2018  Weihnachtsträume mit Liane & Reiner Kirsten (VM/MCP)
- 2019: Unendlich weit (VM/MCP)
- 2024: Herzflimmern (VM/MCP)

### Gemeinschaftsalben
- 2016: Liane & Reiner Kirsten: Schlager Erinnerungen – Das neue Duett-Album (VM/MCP)
- 2019: Liane & Reiner Kirsten: Juwelen & Glanzstücke (VM/MCP)
- 2019: Liane & Reiner Kirsten: Weihnachtsträume (VM/MCP)

### Singles
- 2019: Ich schaff es nicht dich nicht zu lieben
- 2019: Ein Tag eine Nacht und dann du
- 2019: Wenn im November Rosen blüh'n
- 2020: Unendlich weit
- 2021: Ich küss die Sonne für dich wach
- 2021: Durch die Hölle geh’n
- 2021: Durch die Hölle geh'n (Zero & DeNiro Dance Mix)

### Gastbeiträge
- 2017: Fang das Licht auf Bei Freunden (Ein Sommerflirt am Bodensee) von Andy Borg
- 2019: Santa Domingo auf Opatija – Auf den Spuren von Kaiser Franz Joseph von Andy Borg